# Chaetodontoplus caeruleopunctatus
Chaetodontoplus caeruleopunctatus е вид бодлоперка от семейство Pomacanthidae.

## Разпространение и местообитание
Видът е разпространен във Филипини.
Обитава океани, морета и рифове. Среща се на дълбочина от 15 до 40 m.

## Описание
На дължина достигат до 20 cm.